# Karl Wojtech
Karl Wojtech, född 16 mars 1881 i Wien, död 22 september 1944 i Stockholm, var en österrikisk-svensk silversmed.
Efter silversmedsutbildning och praktikarbete i Wien och Budapest flyttade Wojtech till Stockholm där han etablerade en egen silververkstad 1911. Hans verkstad kom genom hans eget arbete och insatser av anlitade konstnärer som Wolter Gahn och Anna Petrus att få en banbrytande betydelse för stilutvecklingen av svenskt silversmide under 1920- och 1930-talen. Från att först ha arbetat med en sober klassicism övergick han under 1930-talet till ett funktionellt betingat formspråk. Han medverkade i en rad konsthantverksutställningar i Sverige och utlandet bland annat var han representerad vid Hantverksföreningens jubileumsutställning på Liljevalchs konsthall 1925 samt i Parisutställningarna 1925 och 1937. Wojtech är representerad vid bland annat Nationalmuseum, Röhsska konstslöjdmuseet, Malmö museum samt museum i Stuttgart, Wien och London.